# 올림픽 바누아투 선수단
바누아투는 1987년 바누아투 국가 올림픽 위원회가 창설되어 같은해 국제올림픽위원회로부터 공인받았다.
1988년 서울 올림픽에 처음 참가하였으며 그 이후로 하계 올림픽의 매 대회에 참가하고 있다. 동계 올림픽은 아직 한번도 참가한 적이 없다. 메달 획득 기록도 현재까지 없다.

## 메달 기록

### 하계 올림픽
| 대회                  | 선수      | 금메달 | 은메달 | 동메 | 총합 | 순위 |
| 1988년 서울           | 4         | 0      | 0      | 0    | 0    | –    |
| 1992년 바르셀로나     | 6         | 0      | 0      | 0    | 0    | –    |
| 1996년 애틀랜타       | 4         | 0      | 0      | 0    | 0    | –    |
| 2000년 시드니         | 3         | 0      | 0      | 0    | 0    | –    |
| 2004년 아테네         | 2         | 0      | 0      | 0    | 0    | –    |
| 2008년 베이징         | 3         | 0      | 0      | 0    | 0    | –    |
| 2012년 런던           | 5         | 0      | 0      | 0    | 0    | –    |
| 2016년 리우데자네이루 | 4         | 0      | 0      | 0    | 0    | –    |
| 2020년 도쿄           | 3         | 0      | 0      | 0    | 0    | –    |
| 2024년 파리           | 개최 예정 |        |        |      |      |      |
| 2028년 로스앤젤레스   | 개최 예정 |        |        |      |      |      |
| 2032년 브리즈번       | 개최 예정 |        |        |      |      |      |
| 총합                  | 총합      | 0      | 0      | 0    | 0    | –    |

## 같이 보기
- 바누아투의 올림픽 기수 목록
- 패럴림픽 바누아투 선수단